# الغواصة الألمانية يو-360
غواصة يو-360 غواصة يو بوت ألمانية من الفئة السابعة سي بنيت لسلاح بحرية ألمانيا النازية كريغسمارينه، في أحواض فلنسبرجر خلال الحرب العالمية الثانية.